# Football Club Hellas Verona 1927-1928
Questa pagina raccoglie i dati riguardanti il Football Club Hellas Verona nelle competizioni ufficiali della stagione 1927-1928.

## Stagione
Nella stagione 1927-1928 il Verona disputa il girone B del campionato di Divisione Nazionale, ha raccolto l'ultimo posto con 9 punti in classifica, retrocedendo sul campo in Prima Divisione, ma al termine del campionato viene riammesso alla Divisione Nazionale 1928-1929 con le altre due retrocesse Livorno e Dominante, per l'allargamento dei quadri del campionato. La squadra scaligera è stato allenata nel girone di andata da Aldo Fagiuoli, mentre nel girone di ritorno l'allenatore è stato l'ungherese Janos Bekey. Il girone B è stato vinto dal Bologna con 27 punti, davanti ad un terzetto con 24 punti, formato da Juventus, Inter e Casale, mentre lo scudetto è stato vinto per la prima volta dal Torino, una rivincita, dopo la revoca sul titolo ottenuto la stagione scorsa, a causa del caso Allemandi. Miglior realizzatore stagionale dell'Hellas è stato l'italo-brasiliano Arnaldo Porta con 8 reti in 14 gare giocate.

## Divise
La divisa utilizzata in questa stagione è a tinta unita blu con il collo a "V" e una grossa crove gialla. Quella da trasferta è uguale alla prima ma a colori invertiti, eccezion fatta per il colletto.
| Casa | Trasferta |

## Rosa
| N. |                   | Ruolo | Calciatore          |
| -- | ----------------- | ----- | ------------------- |
| -  | Italia (bandiera) | P     | Costantino Dal Maso |
| -  | Italia (bandiera) | P     | Guido Masetti       |
| -  | Italia (bandiera) | P     | Bonifacio Smerzi    |
| -  | Italia (bandiera) | D     | Giuseppe Blasevich  |
| -  | Italia (bandiera) | D     | Ezio Brunetti       |
| -  | Italia (bandiera) | D     | Giulio Carra        |
| -  | Italia (bandiera) | D     | Renato Castiglioni  |
| -  | Italia (bandiera) | D     | Mariano Castellani  |
| -  | Italia (bandiera) | D     | Eldo Cavalleri      |
| -  | Italia (bandiera) | D     | Guglielmo Pansetti  |
| -  | Italia (bandiera) | D     | Giuseppe Visentini  |
| -  | Italia (bandiera) | C     | Alberto Albertini   |
| -  | Italia (bandiera) | C     | Attilio Banfi       |
| -  | Italia (bandiera) | C     | Luigi Bernardi      |

| N. |                    | Ruolo | Calciatore         |
| -- | ------------------ | ----- | ------------------ |
| -  | Italia (bandiera)  | C     | Dino Cavalleri     |
| -  | Italia (bandiera)  | C     | Umberto Diamantini |
| -  | Italia (bandiera)  | C     | Mario Froncillo    |
| -  | Italia (bandiera)  | C     | Teodoro Kovacich   |
| -  | Italia (bandiera)  | C     | Bruno Panonzini    |
| -  | Italia (bandiera)  | C     | Gianbattista Pavan |
| -  | Italia (bandiera)  | A     | Antonio Bonesini   |
| -  | Italia (bandiera)  | A     | Mario Froncillo    |
| -  | Italia (bandiera)  | A     | Mario Dalfini      |
| -  | Italia (bandiera)  | A     | Arnaldo Morandi    |
| -  | Brasile (bandiera) | A     | Arnaldo Porta      |
| -  | Italia (bandiera)  | A     | Almerigo Recchia   |
| -  | Italia (bandiera)  | A     | Ugo Signorini      |
| -  | Italia (bandiera)  | A     | Luigi Tommasi      |

## Risultati

### Divisione Nazionale - girone B

#### Girone di andata
| Arbitro: | Turbiani (Ferrara) |

|              |           |                                   |
| Bonesini 46’ | Marcatori | 29’ Rosina 54’ D'Aquino 68’ Testa |

| Arbitro: | Lenti (Genova) |

|                    |           |                        |
| Morandi 78’ (rig.) | Marcatori | 12’ Zanotto 39’ Meazza |

| Arbitro: | Rovida (Torino) |

|                                    |           |                  |
| Cappa 7’ Bussich 20’ Fasanelli 27’ | Marcatori | 80’ (rig.) Porta |

| Arbitro: | Giorgi (Milano) |

|                |           |               |
| Diamantini 38’ | Marcatori | 18’ Caligaris |

| Arbitro: | Turriti (Firenze) |

|                                                          |           |           |
| L. Cevenini 23’, 40’ Bonivento 43’ Marucco 49’ Vojak 73’ | Marcatori | 85’ Porta |

| 13 novembre 1927 6ª giornata |  | – Turno di riposo Hellas Verona |  |  |

| Arbitro: | Casetta (Milano) |

|             |           |              |
| Tommasi 19’ | Marcatori | 14’ L. Poggi |

| Arbitro: | Galassi (Torino) |

|                                                                                         |           |             |
| Schiavio 10’, 52’, 73’ Perin 28’ Genovesi 33’ A. Busini 42’, 46’, 82’ Muzzioli 62’, 74’ | Marcatori | 59’ Morandi |

| Arbitro: | Sganzetta (Torino) |

|               |           |             |
| Froncillo 30’ | Marcatori | 8’ Magnozzi |

| Arbitro: | Mastellari (Bologna) |

|                         |           |                     |
| Morandi 51’ Tommasi 81’ | Marcatori | 49’ (aut.) Pansetti |

| Arbitro: | Lenti (Genova) |

|                                                 |           |           |
| Li. Manzotti 20’ Mazzoni 28’, 83’ Rier 46’, 67’ | Marcatori | 21’ Porta |

#### Girone di ritorno
| Arbitro: | Bruna (Venezia) |

|            |           |           |
| Rosina 43’ | Marcatori | 53’ Porta |

| Arbitro: | Asei Conte (Vercelli) |

|                                                     |           |             |
| Rivolta 21’ Savelli 40’ Meazza 86’ Bernardini 90+2’ | Marcatori | 10’ Morandi |

| Arbitro: | Medica (Bologna) |

|                        |           |  |
| Porta 9’ Froncillo 87’ | Marcatori |  |

| Arbitro: | Dani (Genova) |

|                                                              |           |           |
| Gabba 9’, 52’, 72’, 73’, 78’ Mattea 13’ Migliavacca 31’, 80’ | Marcatori | 88’ Porta |

| Arbitro: | Osti (Ferrara) |

|               |           |                 |
| Signorini 82’ | Marcatori | 3’, 29’ Ferrero |

| 29 gennaio 1928 17ª giornata |  | – Turno di riposo Hellas Verona |  |  |

| Arbitro: | Mattea (Torino) |

|                                                                         |           |  |
| Del Ponte 46’ Cambiaso 51’, 68’, 79’ Raggio 65’ L. Poggi 71’ Derchi 90’ | Marcatori |  |

| Arbitro: | Enrietti (Torino) |

|  |           |              |
|  | Marcatori | 60’ Muzzioli |

| Arbitro: | Dani (Genova) |

|                                                  |           |                |
| Magnozzi 12’, 35’, 55’ Paolini 32’ Silvestri 81’ | Marcatori | 57’, 82’ Porta |

| Arbitro: | Montessoro (Torino) |

|                                        |           |  |
| Reguzzoni 17’, 83’, 89’ C. Colombo 80’ | Marcatori |  |

| Arbitro: | Lenti (Genova) |

|                       |           |                     |
| Porta 53’ Tommasi 81’ | Marcatori | 43’ Rier 87’ Dugoni |